# Karim Shahir
Karīm Shahīr è un sito del periodo Proto-Neolitico, popolato a partire dal X millennio a.C, insieme ai siti  adiacenti di Zawi Chemi e Shanidar, nel Kurdistan Iracheno. 
I reperti ritrovati nel sito sono datati dal X e il IX millennio a.C., catalogati come appartenenti al Neolitico Preceramico.
Si tratta di una collina a tumulo (Tell) situata nei pressi del sito archeologico di Jarmo, nella Regione del Kurdistan (Nord-est dell'Iraq). 
il sito sorge su un ampio terrazzamento, posto a circa 800 metri di altitudine, nei pressi del piccolo fiume Tawuf Chai, in località Chamchamal, nel Governatorato di al-Sulaymaniyya (Iraq).
I reperti ritrovati che offrono una chiara testimonianza sia della conoscenza di una primordiale Agricoltura (Coltivazione del grano), e consistono in lame di falce ricavata da selci, che mostrano una insolita lucentezza dovuta all'uso, oltre che di statuette di argilla leggermente cotta, probabilmente di uso rituale: questa è una delle prime testimonianze archeologiche della lavorazione dell'argilla in medio-oriente. 
Sono stati rinvenuti anche mortai e pestelli, usati probabilmente per frantumare i semi, ossa di animali e una pseudo-pavimentazione costituita da ciottoli, segno evidente di una probabile presenza di un insediamento stabile.